# Лешкеда
Лешкеда (груз. ლეშკედა) — село в Грузії.
За даними перепису населення 2014 року в селі проживає 72 особи.